# Solly Smith
Solly Smith (* 6. März 1871 in Los Angeles, Kalifornien, USA; † 28. August 1933) war ein US-amerikanischer Boxer im Federgewicht.

## Profi
Am 7. Juli 1888 gab Smith gegen den Kanadier Billy Smith mit einem technischen K.-o.-Sieg in der 7. Runde erfolgreich sein Profidebüt. Sein zweiter Kampf endete unentschieden und sein dritter in einem „No Contest“.
Am 4. Oktober kämpfte er gegen George Dixon um den universellen Weltmeistertitel und besiegte ihn über 20 Runden durch einstimmigen Beschluss. Am 26. September 1898 verlor er diesen Gürtel an Dave Sullivan durch T.K.o in Runde 5 in einem auf 25 Runden angesetzten Kampf.